# Sonata per pianoforte n. 20 (Beethoven)
Rivolta ai principianti, la sonata per pianoforte n. 20 fu composta nel 1795-96 e pubblicata nel 1805 insieme alla sonata in Sol minore - anch'essa denominata sonata facile - e condividendo con essa il numero d'opera 49. Lo stampatore fu il Bureau des arts et de l'industrie.
Il minuetto che costituisce il 2° movimento è stato ripreso e rielaborato da Beethoven in una successiva composizione: il celebre Settimino Op. 20

## Struttura
È formata da due soli movimenti (esattamente come l'Op. 49 n. 1):
1. Allegro, ma non troppo
2. Tempo di Minuetto

## Analisi del Primo movimento
Il Primo movimento della sonata è in tempo due metà nella tonalità di base di sol maggiore. La struttura formale è quella della forma-sonata: Esposizione – Sviluppo – Ripresa.

L'Esposizione (misure 1 – 52) è basata su due temi e una doppia codetta. Il Primo tema (misure 1- 8) è esposto nella tonalità di base (sol maggiore) ed è impostato su due frasi quasi uguali: nella seconda frase il tema è presentato all'ottava superiore e l'accompagnamento ha delle note con tempi raddoppiati (da semiminime a crome).[batt. 1-8]
La prima codetta (misura 8 – 11) viene subito ripetuta, mentre la seconda codetta (misura 15 – 19) consiste in un lungo pedale nella tonalità di re maggiore (dominante di sol maggiore) e può essere considerato un ponte modulante in preparazione del secondo tema. Il Secondo tema (misure 20 – 28, ripetuto nelle misure 29 - 35) è nella tonalità della dominante (re maggiore) ed è formato da due semifrasi (domanda – risposta). [batt. 20-28]
La coda dell'Esposizione (misure 36 - 52) è impostata fondamentalmente sulla dominante (osservare le ultime 4 battute di questa parte sul re maggiore). 

Lo Sviluppo (misure 52 – 66) è molto breve. La tonalità d'inizio è la dominante minore (re minore) per concludere su un accordo di settima di dominante (re maggiore settima) in preparazione del ritorno della tonica (sol maggiore). In questo sviluppo vengono ripresi brevemente alcuni incisi sia del primo che del secondo tema. [batt. 53-66]
La Ricapitolazione (misure 67 – 102) è nella norma: tutti i temi vengono ripresentati nella tonalità di base (sol maggiore).

La Coda finale (misure 103 - 122), che riprende ed amplifica la coda dell'Esposizione, conferma ulteriormente la tonica: le ultime sei misure presentano un insistente pedale di dominante (sol maggiore) per poi chiudere con una classica cadenza settima di dominante – tonica.

### Schema riassuntivo
| Parte       | Sezione               | Sottosezione                              | Grado                             | Tonalità                    | Battute:da-a |
| ----------- | --------------------- | ----------------------------------------- | --------------------------------- | --------------------------- | ------------ |
| Esposizione | Primo tema            | Tema                                      | I (tonica)                        | sol maggiore                | 1 – 4        |
| Esposizione | Primo tema            | Ripetizione del tema                      | I (tonica)                        | sol maggiore                | 5 - 8        |
| Esposizione | Primo tema            | Codetta del tema (due semifrasi ripetute) | I (tonica)                        | sol maggiore                | 8 - 14       |
| Esposizione | Ponte modulante       |                                           | V (dominante)                     | re maggiore                 | 15 - 20      |
| Esposizione | Secondo tema          | Tema (domanda)                            | V (dominante)                     | re maggiore                 | 20 - 24      |
| Esposizione | Secondo tema          | Tema (risposta)                           | V (dominante) => II (sopratonica) | re maggiore => la maggiore  | 24 - 28      |
| Esposizione | Secondo tema          | Ripetizione del tema                      | V (dominante) => II (sopratonica) | re maggiore => la maggiore  | 28 - 35      |
| Esposizione | Coda dell'esposizione |                                           | V (dominante)                     | re maggiore                 | 36 - 52      |
| Sviluppo    |                       |                                           | V (dominante minore-maggiore)     | re minore => re maggiore    | 53 - 66      |
| Ripresa     | Primo tema            | Tema                                      | I (tonica)                        | sol maggiore                | 67 - 70      |
| Ripresa     | Primo tema            | Ripetizione del tema                      | I (tonica)                        | sol maggiore                | 71 - 74      |
| Ripresa     | Primo tema            | Codetta del tema                          | => V (dominante)                  | => re maggiore              | 74 - 87      |
| Ripresa     | Secondo tema          | Tema (domanda)                            | I (tonica)                        | sol maggiore                | 87 - 91      |
| Ripresa     | Secondo tema          | Tema (risposta)                           | I (tonica) => V (dominante)       | sol maggiore => re maggiore | 91 - 95      |
| Ripresa     | Secondo tema          | Ripetizione del tema                      | I (tonica) => V (dominante)       | sol maggiore => re maggiore | 95 - 102     |
| Coda finale |                       |                                           | => I (tonica)                     | => sol maggiore             | 103 - 122    |

## Analisi del Secondo movimento
Il Secondo movimento della sonata è in tempo tre quarti nella tonalità di base di sol maggiore. La struttura formale è quella di un Minuetto:  A B A C A, ossia Tema del minuetto – Primo episodio – Tema del Minuetto – Secondo Episodio – Tema del Minuetto – Coda finale.

Il Tema del minuetto (misure 1 – 21) è formato da 5 frasi di 4 battute ciascuna tutte nella tonica (sol maggiore). Nelle prime due viene esposto il Tema del Minuetto (quasi una domanda – risposta). [batt. 1-9]
Seguono quattro misure (terza frase) nelle quali il tema viene brevemente elaborato e quindi a misura 13 ritorna il Tema del Minuetto esposto un'ottava più in alto.

Il  Primo episodio (misure 21 – 48) nella prima parte consiste in alcune scale ascendenti di semicrome prima nella mano sinistra e poi in quella destra, mentre nella seconda parte una linea melodia discendente si appoggia a degli arpeggi di quartine sempre di semicrome. Nel finale l'insistenza sulla dominante (re maggiore) prepara il ritorno del Tema del Minuetto alla tonica a misura 48. [batt. 21-29]
A misura 68 inizia il Secondo episodio nella sottodominante, do maggiore (c'è un cambio di chiave). Qui il Minuetto ”assume accenti più vivi e vibranti”. [batt. 68-76]
Nel finale (di questo episodio) una modulazione verso la dominante (re maggiore) prepara l'ultima entrata del Tema del Minuetto (misure 98 -108). Una Coda Finale, misure 108-121 chiude il Minuetto.

### Schema riassuntivo
| Parte             | Sezione                        | Grado                                | Tonalità                    | Battute:da-a |
| ----------------- | ------------------------------ | ------------------------------------ | --------------------------- | ------------ |
| Tema del Minuetto | Prima frase (domanda)          | I (tonica)                           | sol maggiore                | 1 – 5        |
| Tema del Minuetto | Seconda frase (risposta)       | I (tonica)                           | sol maggiore                | 5 - 9        |
| Tema del Minuetto | Breve elaborazione del tema)   | I (tonica)                           | sol maggiore                | 9 - 13       |
| Tema del Minuetto | Riproposta della prima frase   | I (tonica)                           | sol maggiore                | 13 - 17      |
| Tema del Minuetto | Riproposta della seconda frase | I (tonica)                           | sol maggiore                | 17 - 21      |
| Primo episodio    |                                | I (tonica) => V (dominante)          | sol maggiore => re maggiore | 21 – 48      |
| Tema del Minuetto | (come l'esposizione iniziale)  | I (tonica)                           | sol maggiore                | 48 – 68      |
| Secondo episodio  |                                | IV (sottodominante) => V (dominante) | do maggiore => re maggiore  | 68 - 98      |
| Tema del Minuetto | (come l'esposizione iniziale)  | I (tonica)                           | sol maggiore                | 98 – 108     |
| Coda finale       |                                | I (tonica)                           | sol maggiore                | 108 - 121    |